# Route nationale 616
Pour les articles homonymes, voir Route 616.
La route nationale 616, ou RN 616, est une ancienne route nationale française reliant Perpignan à Villeneuve-la-Rivière.
À la suite de la réforme de 1972, elle a été déclassée en RD 616.

## Ancien tracé de Perpignan à Villeneuve-la-Rivière (D 616)
- Perpignan
- Saint-Estève
- Baho
- Villeneuve-la-Rivière